# 克倫斯基攻勢
克倫斯基攻勢（羅馬化：Nastupleniye Kerenskogo），或七月攻势（Июльское наступление，羅馬化：Iyulskoye nastupleniye），又稱加利西亞攻勢，是第一次世界大战中俄罗斯最后一次进攻，于1917年7月发起，由当时俄罗斯临时政府陸軍部长亚历山大·克伦斯基决定，亚历山大·布鲁西洛夫将军领导。由于二月革命发生后，俄国民众和平愿望强烈，导致部队作战能力迅速恶化，最终俄军战败引发七月危機，俄国爆发十月革命。